# Grétsy László
Grétsy László (Budapest, 1932. február 13. – Budapest, 2024. január 21.) magyar nyelvész, nyelvművelő, televíziós műsorvezető.  

## Tanulmányai
1950-ben érettségizett a pesterzsébeti Kossuth Gimnáziumban, majd felvették az Eötvös Loránd Tudományegyetem Bölcsészettudományi Karának magyar–történelem szakára, ahol 1954-ben diplomázott. 1960-ban szerezte meg a nyelvtudományok kandidátusa címet.

## Tudományos pályafutása
Egyetemi tanulmányai alatt még irodalomtörténettel foglalkozott, majd diplomájának megszerzése után a Magyar Tudományos Akadémia Nyelvtudományi Intézetének tudományos munkatársaként kezdett el dolgozni, melynek később főmunkatársa lett.
Egyik interjújában az alábbi magyarázatot adta arra, hogy miért fordult a nyelvészet felé: 
„Jelentkeztem az ELTE bölcsészkarára. Fel is vettek, s ott, megismerve egy-két kitűnő nyelvészprofesszort, elsősorban a nyelvtörténész Pais Dezsőt, már fél év eltelte után megérett bennem a gondolat, hogy igen, a szavak bűvöletében szeretnék élni mint nyelvész, a nyelv búvára, művelője.”
1971-ben a mai magyar nyelvvel foglalkozó osztály vezetőjévé nevezték ki. Itt szerezte első nyelvápolással kapcsolatos könyveit.
1987-ben távozott az Akadémiától, és az Eötvös Loránd Tudományegyetem Tanárképző Főiskolai Kar magyar nyelvi tanszékének tanszékvezető főiskolai tanára lett. 1989-től az Anyanyelvápolók Szövetségének főtitkára, majd alelnöke, 1994-től ügyvezető elnöke. 2008 decemberében a közgyűlés a szövetség elnökévé választotta. 2013-től haláláig a szövetség tiszteletbeli elnöke.
1998-ban vonult nyugalomba. 1992-ben az MTA Magyar Nyelvi Bizottságának társelnökévé választották, 2006-ban annak tiszteletbeli elnöke lett. 2001 és 2007 között az MTA Közgyűlésének képviselője volt.
Több nyelvműveléssel foglalkozó szakfolyóiratnál dolgozott, a Magyar Nyelvőr szerkesztőbizottságának tagja (2022. február 1-ig) és az Édes Anyanyelvünk felelős szerkesztője volt. Emellett az Élet és Tudomány, valamint a Szabad Föld rovatvezetőjeként is működött.
Akárcsak Lőrincze Lajos, Grétsy László is azon az állásponton volt, hogy a nyelv szakadatlanul változik, s eközben egyre fejlődik, gazdagodik. Míg mások kárhoztatták az idegen szavak, a globalizáció folytán nyelvünkbe került kifejezések megjelenését, ő úgy vélekedett, hogy minden egyes szó érték, azaz kincs.
Ismeretterjesztő tevékenysége generációk nyelvhez és helyesíráshoz való viszonyára gyakorolt hatást.
Grétsy László a nyelvészeti szakmunkákon kívül olyan, a művelt nagyközönséget megszólítani kívánó, könnyed hangvételű, humoros műveket is közreadott, mint amilyen a Nyelvi illemtan (1987), a Nyelvi illem – nagyszüleink kiskorában (2001), a Szójátékos anyanyelvünk (2001), valamint az Anyanyelvi rejtvénytár (2002).

## Televíziós pályafutása
Országszerte ismertté a magyar nyelv hagyományaival, illetve ápolásával kapcsolatos népszerű televíziós műsorai tették. Ezek közül a legismertebb a Vágó Istvánnal közösen vezetett Álljunk meg egy szóra! című műsor volt, amelyben egy-egy szónak, kifejezésnek a helyességét, eredetét, esetleges hibás használatát magyarázták el.
A nyelvművelő tévésorozat 500. adása alkalmából 1997-ben nívódíjat kapott. Balázs Gézával is volt közös műsora, de több saját műsort is vezetett.

## Családja
1957-ben kötött házasságot Jajczay Judittal, aki 2003-ban elhunyt. Négy gyermekük született: Andrea, Gabriella, Zsombor (1969–2011) és Klaudia.

## A magyar nyelvről megfogalmazott gondolata
„Nyelvünket – nem csak a nemzeti elfogultság mondatja velem – a világ egyik legszebb hangzású nyelvének tartom.”

## Díjai, elismerései
- SZOT-díj (1976)
- Kiváló népművelő (1981)
- Ifjúsági díj (1988)
- Kiváló Munkáért (1989)
- Apáczai Csere János-díj (1992)
- MSZOSZ-díj (1993)
- Magyar Köztársasági Érdemrend középkeresztje (1998)
- Prima-díj (2004)
- Magyar Örökség-díj (2007)
- Prima Primissima díj (2012)
- Tőkéczki László-díj (2020)[17]

## Emlékezete
- 2024 óta nevét viseli az 552733 Grétsylászló kisbolygó.[18]
- 2025-ben az Anyanyelvi Kultúránkért Alapítvány létrehozta a Grétsy László-díjat, amelyet születése évfordulóján adnak át. Első díjazottja Bagdy Emőke klinikai szakpszichológus.[19]

## Főbb művei
- A szóhasadás. Egy kevéssé számba vett szóalkotásmód típusai és szerepe irodalmi és köznyelvünk fejlődésében; Akadémiai, Bp., 1962
- Szaknyelvi kalauz (1964)
- Anyanyelvünk játékai (1974) Gondolat Könyvkiadó
- Mai magyar nyelvünk (szerk., 1976)
- Hivatalos nyelvünk kézikönyve (társszerző, 1976)
- Nyelvművelő kézikönyv I–II. (Kovalovszky Miklóssal, 1985)
- Nyelvészet és tömegkommunikáció (1985)
- Álljunk meg egy szóra! (Vágó Istvánnal, 1991)
- Anyanyelvi őrjárat (1999)
- A mi nyelvünk (2000), Tinta Könyvkiadó[20]
- Szójátékos anyanyelvünk (Balázs Gézával, 2001)
- Új anyanyelvi őrjárat (2002)
- Nyelvművelő kéziszótár (Kemény Gáborral, 2005), Tinta Könyvkiadó[21]
- Vallomások – Harminchárom jeles magyar kortársunk gondolatai anyanyelvünkről (2009), Tinta Könyvkiadó[22]
- A szavak ösvényein – Szavaink és szólásaink eredete, változásai, érdekességei (2011), Tinta Könyvkiadó[23]
- Nyelvi játékaink nagykönyve (2012), Tinta Könyvkiadó[24]
- Helyneveink érdekességei, tanulságai, népi magyarázatai. Egy pályázat legjobb darabjai; vál., szerk. Balázs Géza és Grétsy László; Anyanyelvápolók Szövetsége–Tinta, Bp., 2013[25]
- Anyanyelvi séták – Szavaink, neveink és szólásaink születése, életútja, titkokkal teli világa (2014), Tinta Könyvkiadó[26]
- Anyanyelvünk tájain; Tinta, Bp., 2016 (Az ékesszólás kiskönyvtára)
- A magyar nyelvről. Klasszikus íróink és költőink anyanyelvünkről (2018), szerk. Grétsy László, Kiss Gábor, Tinta Könyvkiadó[27]